# Železniční vlečka Tochovice–Orlík
Železniční trať Tochovice–Orlík byla vytvořena za účelem výstavby vodní nádrže Orlík. Byla nápomocna v přísunu velkého množství materiálu k výstavbě této přehrady. Její délka byla 16 km.

## Historie
Železniční vlečka byla vyprojektována v letech 1956–1957 za méně než 50 miliónů korun. V Tochovicích ale bylo nutné rozšířit kolejiště stanice a navíc zde byla postavena malá výtopna. Pro přechod vozů z ČSD na vlečku byly určeny 4 koleje, které měly délku 500 metrů. Nejmenší poloměry oblouků na trati jsou 250 metrů, v dopravnách i 180 metrů, a největší sklon je 19 promile. Samotná stavba vlečky nebyla jednoduchá. Nejtěžší byly výlomy pro hluboký zářez u obce Kamenná, kde se nacházelo poddolované území. Na vlečce byl rovněž postaven most přes současnou komunikaci I/4. Na vlečce byl zahájen provoz 1. července 1958. Obsluhu prováděly dvě parní lokomotivy řady 555.0. V letech 1958 až 1962 bylo přepraveno celkem 4857 vlaků o celkové hmotnosti 2 150 000 tun. Největšího výkonu bylo dosaženo v letech 1958 a 1960. Přepravovaly se zde hlavně štěrkopísky a cement. Když ale byla dokončena přehrada, vlečka pozbyla významu. Překladiště Lavičky bylo v letech 1967 až 1990 využíváno armádou pro sklad nádrží. V roce 1974 byly na vlečce natáčeny záběry pro film Zbraně pro Prahu včetně autentické srážky dvou vlaků. Železniční svršek byl vytrhán na konci 90. let. V současné době těleso trati pomalu zarůstá lesním porostem a níže položené úseky jsou zaplavovány vodou. V roce 2011 byla na trase vlečky v rámci geocachingu zřízena série 84 keší (tzv. powertrail), která zde byla v provozu do konce roku 2012.
V současnosti (2022) dochází k přerušení původního tělesa kvůli výstavbě dálnice D4.

## Nejdůležitější body
Staniční budova (0,000 km), výhybna Pečice (7,950–8,535 km; 2 koleje, 2 výhybky), překladiště Lavičky (13,584–14,437 km; 4 dopravní a 6 manipulačních kolejí, 13 výhybek, kolejová váha o nosnosti 60 tun, portálové jeřáby o nosnosti 100 tun a 40 tun), výkladiště Přehrada (15,336–15,954 km; 3 koleje, 8 výhybek) a konec vlečky (16,008 km). Koncová část trati spadá do katastrálního území Zbenické Zlákovice obce Bohostice.